# Pueblo of Sandia Village, Novi Meksiko
Pueblo of Sandia Village je popisom određeno mjesto u okrugu Sandovalu u američkoj saveznoj državi Novom Meksiku. Prema popisu stanovništva SAD 2000. ovdje je živjelo 344 stanovnika, a 2010. 369 stanovnika.

## Zemljopis
Nalazi se na 35°15′22″N 106°34′22″W / 35.256161°N 106.572689°W. Prema Uredu SAD-a za popis stanovništva, zauzima 2,5 km2 površine, sve suhozemne.

## Stanovništvo
Prema podatcima popisa 2010. ovdje je bilo 369 stanovnika, 131 kućanstvo od čega 101 obiteljsko, a stanovništvo po rasi bili su 1,4% bijelci, 0,3% "crnci ili afroamerikanci", 93,8% "američki Indijanci i aljaskanski domorodci", 0,0% Azijci, 0,0% "domorodački Havajci i ostali tihooceanski otočani", 2,4% ostalih rasa, 2,2% dviju ili više rasa. Hispanoamerikanaca i Latinoamerikanaca svih rasa bilo je 11,4%.